# إيفان بف
إيفان بف (بالإنجليزية: Evan Pugh) هو عالم أمريكي، ولد في 29 فبراير 1828 في أكسفورد في الولايات المتحدة، وتوفي في 29 أبريل 1864 في ولاية كوليج في الولايات المتحدة بسبب حمى التيفوئيد.